# Avenue de Frédy
L'avenue de Frédy est un des axes du centre historique de Villemomble.

## Situation et accès
L'avenue de Frédy qui débute Grande-Rue et se termine rue de Neuilly, est accessible par la gare de Gagny.

## Origine du nom

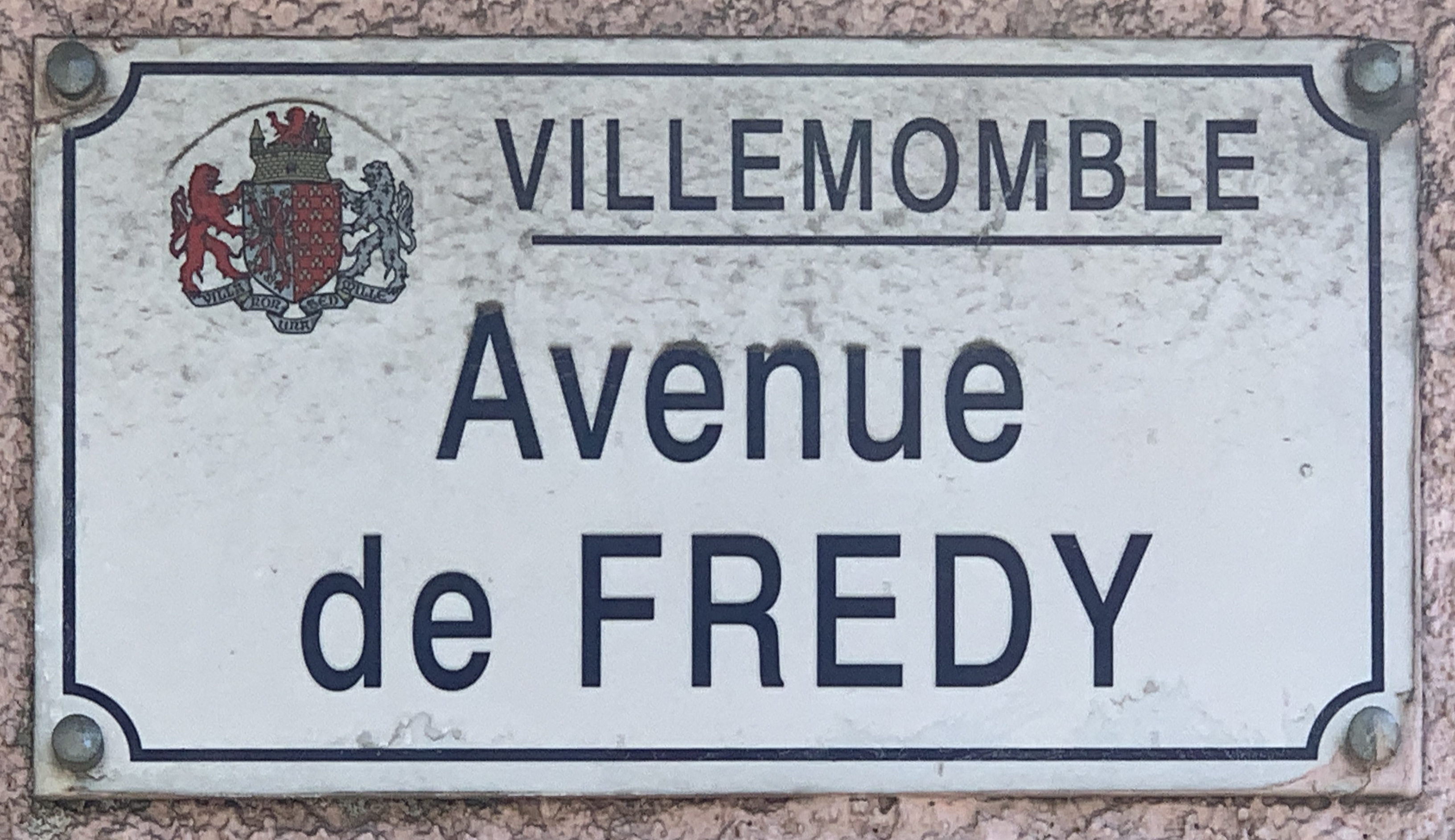
Plaque de l'avenue.

## Historique

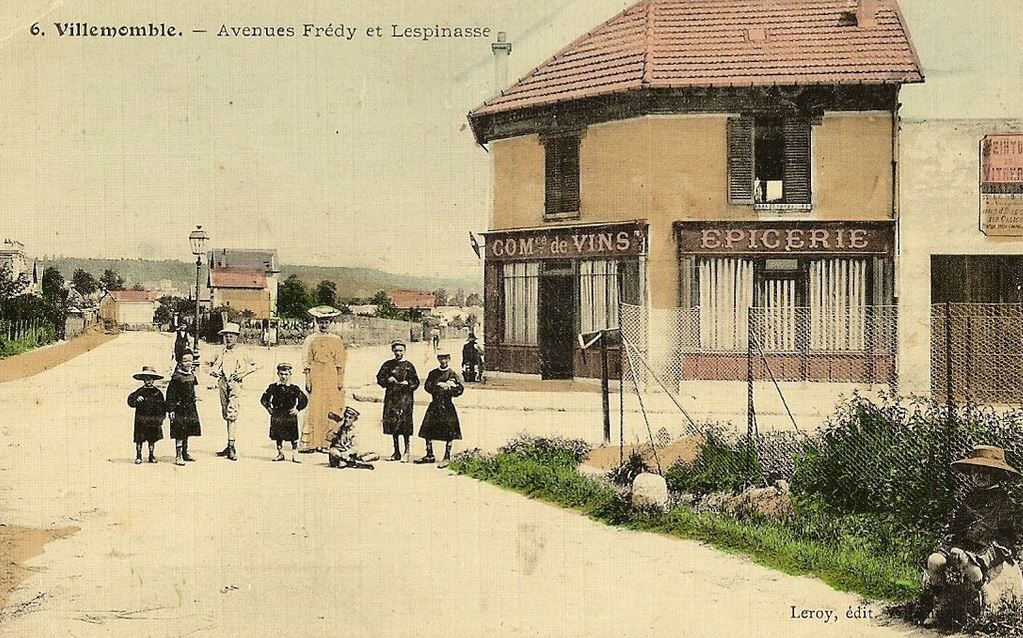
Croisement de l'avenue de Frédy et de l'avenue Lespinasse.

Un certain nombre de pavillons de villégiature furent édifiés au nord de cette voie à la fin du XIXe siècle.
Cette avenue, ainsi que l'avenue Lespinasse, reçurent leur tracé définitif vers 1905, au moment de l'urbanisation de la ville de Villemomble. À cette date, fut installée une pompe à main permettant aux habitants de s'approvisionner en eau potable.

## Bâtiments remarquables et lieux de mémoire

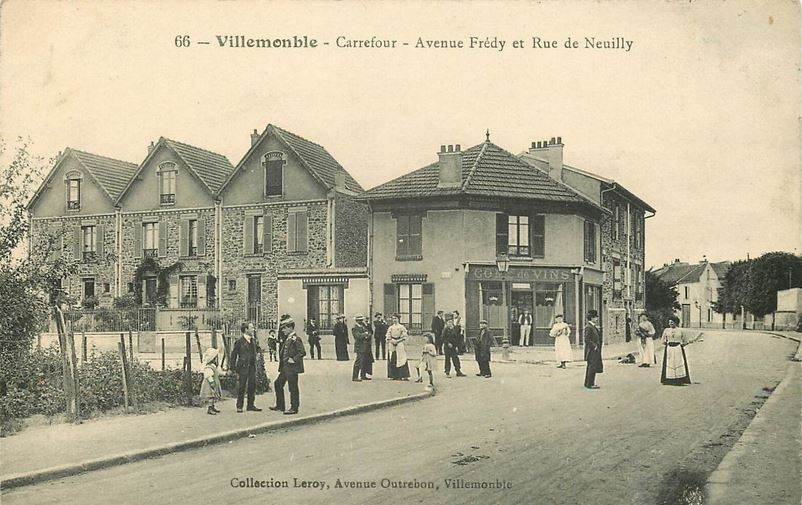
Avenue de Frédy à l'angle de la rue de Neuilly. Ces maisons sont toujours présentes.

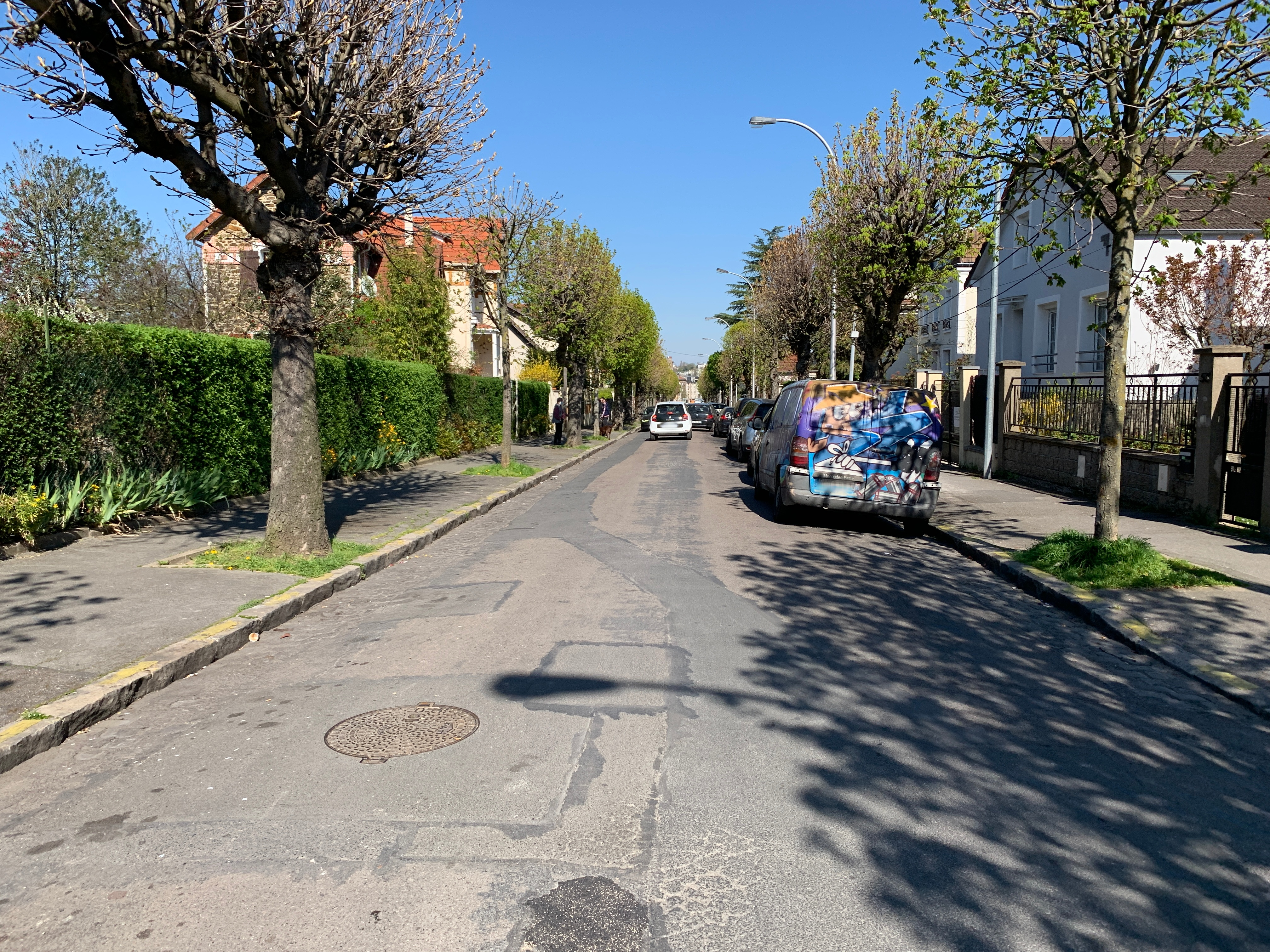
L'avenue en avril 2021.

- Patrimoine végétal remarquable[4].